# Los Daro Boys
Los Daro Boys fue un conjunto colombiano de música Twist, Rock,n Roll, Jazz, Bossanova y Bambuco que tuvo su apogeo a principios de los años 60. Fueron el primer grupo colombiano en grabar discos de larga duración de música juvenil: Los Daro boys (1962) y Los Daro en el Colón (1963). Este último, además, fue pionero en las grabaciones de música en vivo en el país.

## Historia
Fundado por José Rafael "Chepe" Restrepo, Jorge Maldonado Gutiérrez y Mauricio Posada, y conformado por Germán Chavarriaga, Luis López Tejera, Mauricio Posada, Fernando Madrid y la cantante Amalia Acevedo, eran jóvenes estudiantes de la Universidad Nacional, y amantes de la música moderna que no superaban los 19 años. Inicialmente, contaban un precario equipo técnico, algunas guitarras acústicas y una batería primitivaSe hacían llamar músicos modernistas y evolucionistas
Contratados por Simón Daro, propietario de Discos Daro, lograron grabar dos álbumes, uno en estudio y otro en vivo desde el Teatro Cólon, escenario dedicado a la música clásica donde se generó cierta polémica al conocerse la actuación de "Los Daro" en un teatro donde solo se presentaban importantes obras de grandes compositores. De todos modos la presentación se hizo y al final el publicó terminó aplaudiendo y disfrutando del Twist y la Bossanova de Los Daro Boys. Su repertorio musical consistió en versiones al español de artistas anglosajones y mexicanos.
Se le consideran como uno de los primeros grupos de rock colombianos.
El importante músico cartagenero Joe Madrid integró la agrupación.

## Discografía
- Los Daro Boys - Discos Daro (1962)
- Los Daron en el Colón - Discos Daro (1963)

## Integrantes
- Jorge Maldonado Gutiérrez - Guitarra
- José Rafael Restrepo - Voz
- Mauricio Posada - Guitarra
- Fernando Madrid - Voz
- Amalia Acevedo - Voz